# Утрехтський мир (1713)

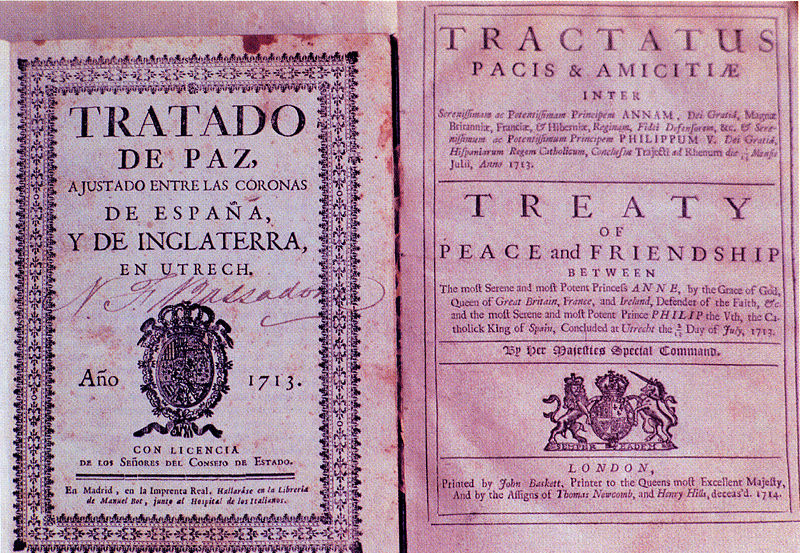
Утрехтський мир

Утрехтський мир — загальна назва ряду двосторонніх мирних договорів, який поряд з Раштаттським миром 1714 року завершив Війну за іспанську спадщину.
Договори підписувалися в місті Утрехт (Нідерланди):
- 11 квітня 1713 року — між Францією і її противниками (Великою Британією, Республікою Об’єднаних провінцій Нідерландів, Пруссією, Савойським герцогством, Португалією),
- 13 липня 1713 року — англо-іспанський і іспано-савойський договори.
- 26 червня 1714 року — договір між Іспанією і Республікою З'єднаних провінцій,
- 6 лютого 1715 року — договір між Іспанією і Португалією.

Умови миру визнавали Філіпа V Бурбона королем Іспанії, але він відрікався за себе і своїх спадкоємців від прав на престол Франції. До Великої Британії відходили від Іспанії Гібралтар і порт Маон на острові Менорка, від Франції — землі навколо Гудзонової затоки, Акадія, острів Ньюфаундленд. Крім того, Велика Британія одержала ряд привілеїв у торгівлі з іспанськими колоніями, в тому числі право асієнта. До Савойського герцогства від Іспанії переходило Сицилійське королівство, Монферратське герцогство і частина Міланського герцогства. Пруссія одержала частину Верхнього Гелдерну. Франція визнала за курфюрстом Браденбурзьким титул короля Пруссії. Франція закріпила за собою права на Оранське князівство.
У цілому Утрехтський мир зміцнював торговельну і колоніальну могутність Великої Британії. Велика Британія поступово зміцнювала свій вплив на планеті, що згодом перетворить її на «кузню всього світу».